# Matino
Matino is een gemeente in de Italiaanse provincie Lecce (regio Apulië) en telt 11.640 inwoners (31-12-2004). De oppervlakte bedraagt 26,3 km², de bevolkingsdichtheid is 443 inwoners per km².

## Demografie
Matino telt ongeveer 4130 huishoudens. Het aantal inwoners steeg in de periode 1991-2001 met 2,2% volgens cijfers uit de tienjaarlijkse volkstellingen van ISTAT.
| Jaar | Inwoneraantal |
| ---- | ------------- |
| 1991 | 11.370        |
| 2001 | 11.615        |

## Geografie
Matino grenst aan de volgende gemeenten: Alezio, Casarano, Collepasso, Gallipoli, Melissano, Parabita, Taviano.